# VI Liceum Ogólnokształcące im. Stefana Czarnieckiego w Szczecinie

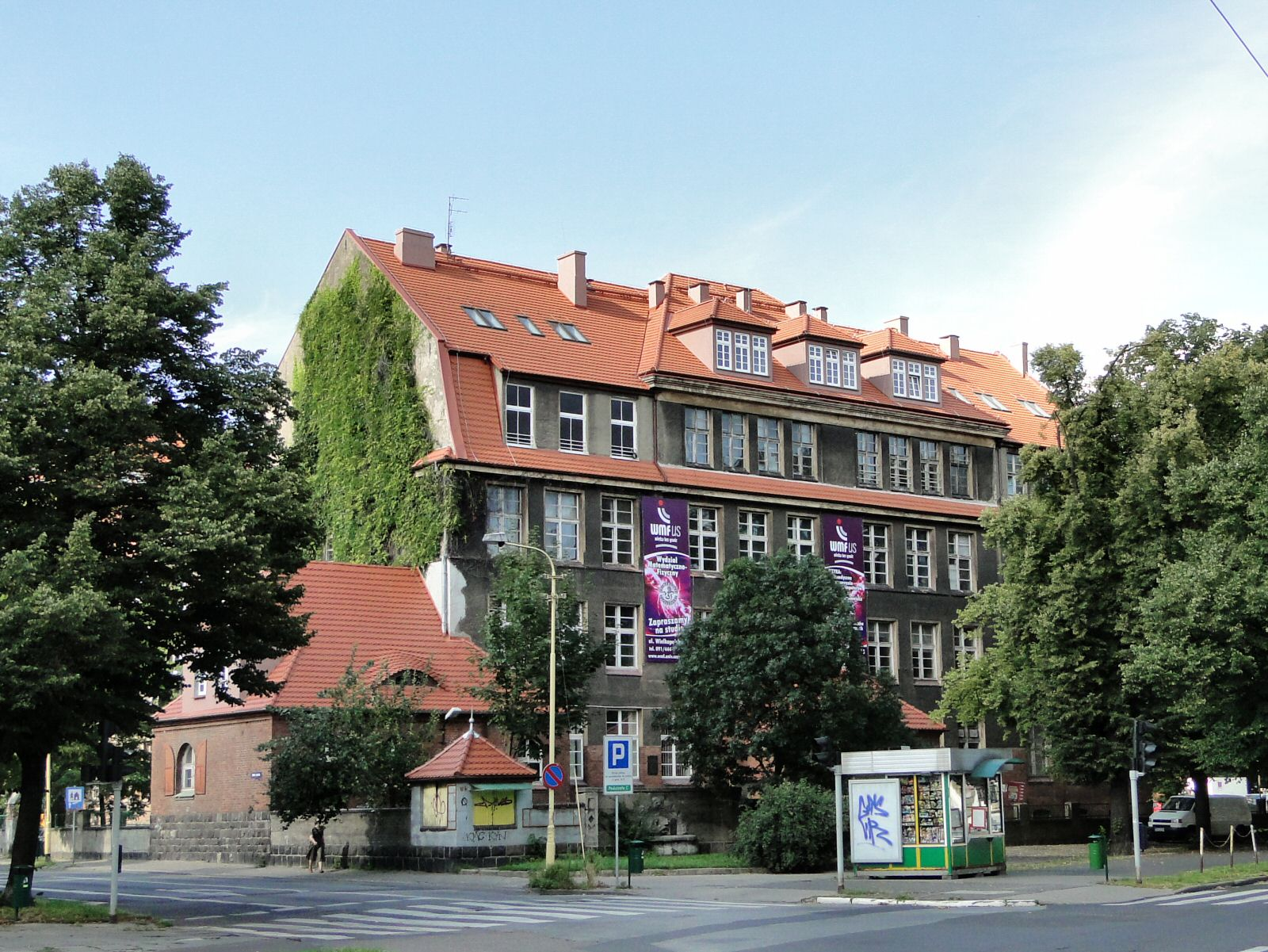
Pierwsza siedziba szkoły
(ul. Wielkopolska 15)

VI Liceum Ogólnokształcące im. Stefana Czarnieckiego w Szczecinie – publiczna szkoła ponadpodstawowa, założona w 1949 r. przez Towarzystwo Przyjaciół Dzieci jako szkoła stopnia podstawowego i licealnego (szkoła TPD nr 2), przekształcona w roku 1954 w Liceum Ogólnokształcące nr VI. W roku 2012 zajęło ono 153 miejsce w kraju; posiada certyfikat Zachodniopomorskiej Szkoły Jakości.

## Historia
W powojennym Szczecinie, wciąż zamieszkałym przez Niemców i Polaków, brakowało szkół dla dzieci pierwszych polskich mieszkańców, brak nauczycieli – w sierpniu 1945 r. było ich tylko pięciu – utrudniał ich tworzenie. Pierwsze polskie szkoły, w tym dzisiejsze LO I, zostały otwarty we wrześniu 1945 r. w jednym budynku, przy Al. Piastów 12. Szkoła podstawowa (klasy I–VII) miała 2 września zaledwie 36 uczniów, a liceum rozpoczęło 148 uczniów. Liczba licealistów szybko rosła – już w końcu miesiąca było ich ok. 300, a w następnym roku utworzono dwie placówki – szkołę żeńską Janiny Szczerskiej i szkołę męską przy ul. Henryka Pobożnego („Pobożniak”). Wkrótce powstały kolejne szkoły, w tym licea pedagogiczne. W roku 1949 Towarzystwo Przyjaciół Dzieci powołało drugą ze swoich szkół koedukacyjnych –  podstawową i ogólnokształcącą szkołę TPD nr 2. Jej pierwszym dyrektorem był Tadeusz Warzecha. Początkowo zajmowała budynek przy ul. Wielkopolskiej 15, a w roku 1950 została przeniesiona do budynku przy ul. Jagiellońskiej 41. W czasie reorganizacji szkolnictwa w roku 1956 została przekształcona w dwie placówki: Szkołę Podstawową i Liceum Ogólnokształcące nr 6; Liceum istnieje samodzielnie od 1961 r. W roku 1958, z okazji 300. rocznicy walk hetmana Czarnieckiego na Pomorzu Zachodnim, został on patronem szkoły. 
Do roku 1996 szkołę opuściło 4604 absolwentów, wśród nich wielu przyszłych znanych szczecinian, m.in. odkrywca pozasłonecznego układu planetarnego, honorowy obywatel Szczecina Aleksander Wolszczan. W okresie do 2012 pracowało w niej ok. 320 nauczycieli pod kierownictwem 9 dyrektorów (2012 r. – dyr. Bożena Ulchurska-Jackowska).

## Współczesny profil szkoły
Szkoła prowadzi nauczanie w klasach o profilu:
A – humanistyczny
przygotowanie do studiowania np. dziennikarstwa, prawa, filologii polskiej, politologii); uczniowie realizują rozszerzony program języka polskiego, historii i wiedzy o społeczeństwie, a poza tym opanowują podstawy warsztatu dziennikarskiego (redagują szkolną gazetkę „Zbliżenia”, biorą udział w spotkaniach z dziennikarzami, warsztatach dziennikarskich i wycieczkach tematycznych,
B – biologiczno-chemiczny
przygotowanie do studiowania np. medycyny, farmacji, psychologii, biotechnologii, weterynarii, chemii); uczniowie opanowują rozszerzony program biologii, chemii i fizyki, pracują w czasie ćwiczeń praktycznych samodzielnie lub w grupach 2-3 osobowych, działają w kołach zainteresowań tj. „Naukowe koło chemików”, „Naukowe koło pasjonatów biologii”; uczestniczą w zajęciach organizowanych przez szczecińskie uczelnie, np. PUM i ZUT,
C – matematyczno-przyrodniczy
dla zainteresowanych naukami ścisłymi i technicznymi, np. matematyką, fizyką, studiami politechnicznymi); uczniowie uczestniczą w „Spotkaniach z fizyką” – zajęciach laboratoryjnych i wykładach prowadzonych w Zachodniopomorskim Uniwersytecie Technologicznym i na Wydziale Matematyczno-Fizycznym US; uzyskują wyróżnienia w wojewódzkich, krajowych i międzynarodowych konkursach; np. „Science on Stage 3” (organizatorzy: CERN, Polskie Towarzystwo Fizyczne, Uniwersytet Poznański), „Fizyczne Ścieżki” (organizatorzy: Instytut Problemów Jądrowych, Instytut Fizyki PAN w Warszawie), „Catch a Star” (organizatorzy: ESO, European Organisation for Astronomical Research in the Southern Hemisphere, European Association for Astronomy Education).
D-biologiczno-psychologiczny

przygotowanie do studiowanie m.in. na psychologii. Uczniowie realizują rozszerzony program języka polskiego, biologii, oraz języka angielskiego.Mogą         uczestniczyć w szkolnym kółku psychologicznym.  